# Miłe Krstew
Miłe Krstew (mac. Миле Крстев, ur. 13 maja 1979 w Negotinie) – macedoński piłkarz grający na pozycji ofensywnego pomocnika.

## Kariera klubowa
Karierę piłkarską Krstew rozpoczął w klubie Pobeda Prilep. W 1996 roku awansował do kadry pierwszej drużyny i w sezonie 1996/1997 zadebiutował w nim w rozgrywkach macedońskiej pierwszej ligi. W 1997 roku odszedł do greckiego Athinaikosu Ateny, z którym w sezonie 1997/1998 spadł z pierwszej do drugiej ligi.
W 1998 roku Krstew przeszedł do holenderskiego Sc Heerenveen. W Eredivisie zadebiutował 7 marca 1998 roku w przegranym 0:3 domowym meczu z NEC Nijmegen. W 2000 roku wywalczył z Heerenveen wicemistrzostwo Holandii. Wiosną 2001 odszedł do drugoligowego BV Veendam, w którym grał przez pół roku.
Latem 2001 roku Krstew został zawodnikiem FC Groningen. W nowym klubie swój debiut zanotował 14 października 2001 w meczu z Feyenoordem Rotterdam (0:1). W Groningen grał do 2005 roku i wtedy też wrócił do BV Veendam. Zawodnikiem Veendam był do końca sezonu 2007/2008.
W 2008 roku Krstew wrócił do Macedonii, do Pobedy Prilep. Po roku gry w tym klubie przeszedł do Metałurga Skopje. W 2011 roku wywalczył z nim wicemistrzostwo Macedonii oraz zdobył Puchar Macedonii. W 2016 roku zakończył karierę.
| Sezon   | Klub             | Kraj               | Rozgrywki      | Mecze | Bramki |
| ------- | ---------------- | ------------------ | -------------- | ----- | ------ |
| 1996/97 | Pobeda Prilep    | Macedonia Północna | Prwa Liga      | ?     | ?      |
| 1997/98 | Athinaikos Ateny | Grecja             | Alpha Ethniki  | 13    | 0      |
| 1997/98 | Sc Heerenveen    | Holandia           | Eredivisie     | 7     | 0      |
| 1998/99 | Sc Heerenveen    | Holandia           | Eredivisie     | 1     | 0      |
| 1999/00 | Sc Heerenveen    | Holandia           | Eredivisie     | 4     | 0      |
| 2000/01 | Sc Heerenveen    | Holandia           | Eredivisie     | 9     | 0      |
| 2000/01 | BV Veendam       | Holandia           | Eerste divisie | 9     | 4      |
| 2001/02 | FC Groningen     | Holandia           | Eredivisie     | 10    | 0      |
| 2002/03 | FC Groningen     | Holandia           | Eredivisie     | 28    | 2      |
| 2003/04 | FC Groningen     | Holandia           | Eredivisie     | 19    | 2      |
| 2004/05 | FC Groningen     | Holandia           | Eredivisie     | 25    | 3      |
| 2005/06 | BV Veendam       | Holandia           | Eerste divisie | 24    | 4      |
| 2006/07 | BV Veendam       | Holandia           | Eerste divisie | 23    | 1      |
| 2007/08 | BV Veendam       | Holandia           | Eerste divisie | 16    | 3      |
| 2008/09 | Pobeda Prilep    | Macedonia Północna | Prwa Liga      | 19    | 7      |
| 2009/10 | Metałurg Skopje  | Macedonia Północna | Prwa Liga      | 21    | 7      |
| 2010/11 | Metałurg Skopje  | Macedonia Północna | Prwa Liga      | 26    | 9      |
| 2011/12 | Metałurg Skopje  | Macedonia Północna | Prwa Liga      | 25    | 6      |
| 2012/13 | Metałurg Skopje  | Macedonia Północna | Prwa Liga      | 26    | 13     |
| 2013/14 | Metałurg Skopje  | Macedonia Północna | Prwa Liga      | 30    | 4      |
| 2014/15 | Metałurg Skopje  | Macedonia Północna | Prwa Liga      | 27    | 4      |
| 2015/16 | Metałurg Skopje  | Macedonia Północna | Prwa Liga      | 10    | 0      |

## Kariera reprezentacyjna
W reprezentacji Macedonii Krstew zadebiutował 27 listopada 1996 roku w wygranym 2:0 towarzyskim meczu z Maltą. W swojej karierze grał z Macedonią w eliminacjach do MŚ 2002, Euro 2004 i MŚ 2006. W kadrze narodowej od 1996 do 2005 roku rozegrał 22 mecze i strzelił 2 gole.
| Mecze i gole w reprezentacji | Mecze i gole w reprezentacji | Mecze i gole w reprezentacji | Mecze i gole w reprezentacji | Mecze i gole w reprezentacji | Mecze i gole w reprezentacji | Mecze i gole w reprezentacji  |
| #                            | Data                         | Stadion                      | Rywal                        | Wynik                        | Gol                          | Rozgrywki                     |
| 1996                         | 1996                         | 1996                         | 1996                         | 1996                         | 1996                         | 1996                          |
| ---------------------------- | ---------------------------- | ---------------------------- | ---------------------------- | ---------------------------- | ---------------------------- | ----------------------------- |
| 1.                           | 27.11.1996                   | Ta’ Qali, Malta              | Malta                        | 2:0                          | 0                            | towarzyski                    |
| 2000                         |                              |                              |                              |                              |                              |                               |
| 2.                           | 07.06.2000                   | Teheran, Iran                | Korea Południowa             | 1:2                          | 0                            | LG Cup 2000                   |
| 3.                           | 09.06.2000                   | Teheran, Iran                | Iran                         | 1:3                          | 0                            | LG Cup 2000                   |
| 4.                           | 27.07.2000                   | Warna, Bułgaria              | Azerbejdżan                  | 2:1                          | 0                            | San Pelegrino Tournament 2000 |
| 2001                         |                              |                              |                              |                              |                              |                               |
| 5.                           | 28.02.2001                   | Skopje, Macedonia            | Czechy                       | 1:1                          | 0                            | towarzyski                    |
| 6.                           | 02.06.2001                   | Skopje, Macedonia            | Mołdawia                     | 2:2                          | 1                            | el. MŚ 2002                   |
| 7.                           | 06.06.2001                   | Bursa, Turcja                | Turcja                       | 3:3                          | 0                            | el. MŚ 2002                   |
| 8.                           | 24.07.2001                   | Évreux, Francja              | Katar                        | 0:1                          | 0                            | towarzyski                    |
| 9.                           | 14.11.2001                   | Budapeszt, Węgry             | Węgry                        | 0:5                          | 0                            | towarzyski                    |
| 2003                         |                              |                              |                              |                              |                              |                               |
| 10.                          | 29.03.2003                   | Skopje, Macedonia            | Słowacja                     | 0:2                          | 0                            | el. ME 2004                   |
| 11.                          | 07.06.2003                   | Skopje, Macedonia            | Liechtenstein                | 3:1                          | 1                            | el. ME 2004                   |
| 2004                         |                              |                              |                              |                              |                              |                               |
| 12.                          | 18.02.2004                   | Skopje, Macedonia            | Bośnia i Hercegowina         | 1:0                          | 0                            | towarzyski                    |
| 13.                          | 31.03.2004                   | Skopje, Macedonia            | Ukraina                      | 1:0                          | 0                            | towarzyski                    |
| 14.                          | 28.04.2004                   | Skopje, Macedonia            | Chorwacja                    | 0:1                          | 0                            | towarzyski                    |
| 15.                          | 18.08.2004                   | Skopje, Macedonia            | Armenia                      | 3:0                          | 0                            | el. MŚ 2006                   |
| 16.                          | 04.09.2004                   | Krajowa, Rumunia             | Rumunia                      | 1:2                          | 0                            | el. MŚ 2006                   |
| 17.                          | 09.10.2004                   | Skopje, Macedonia            | Holandia                     | 2:2                          | 0                            | el. MŚ 2006                   |
| 18.                          | 17.11.2004                   | Skopje, Macedonia            | Czechy                       | 0:2                          | 0                            | el. MŚ 2006                   |
| 2005                         |                              |                              |                              |                              |                              |                               |
| 19.                          | 09.02.2005                   | Skopje, Macedonia            | Andora                       | 0:0                          | 0                            | el. MŚ 2006                   |
| 20.                          | 30.03.2005                   | Skopje, Macedonia            | Rumunia                      | 1:2                          | 0                            | el. MŚ 2006                   |
| 21.                          | 04.06.2005                   | Erywań, Armenia              | Armenia                      | 2:1                          | 0                            | el. MŚ 2006                   |
| 22.                          | 08.06.2005                   | Cieplice, Czechy             | Czechy                       | 1:6                          | 0                            | el. MŚ 2006                   |